# Rejon czechowski
Rejon czechowski (ros. Чеховский район) – jednostka administracyjna w Rosji w południowej części obwodu moskiewskiego. Centrum administracyjne – miasto Czechow. Liczba ludności rejonu – 109,6 tys.

## Geografia
Powierzchnia rejonu wynosi 914 km². Graniczy z rejonem podolskim, domodiedowskim, stupińskim i sierpuchowskim obwodu moskiewskiego oraz obwodem kałuskim.
Główne rzeki: Oka i Łopasnaja.
Od 2006 roku w skład rejonu wchodzi 5 jednostek terytorialnych niższego rzędu: 2 miejskie i 3 wiejskie.
- miejska Stołbowaja
- miejska Czechow
- wiejska Barancewskoje
- wiejska Luboczany
- wiejska Stremiłowskoje